# Tephrosia nana
Tephrosia nana är en ärtväxtart som beskrevs av Georg August Schweinfurth. Tephrosia nana ingår i släktet Tephrosia och familjen ärtväxter. Inga underarter finns listade i Catalogue of Life.